# Club Deportivo Roquetas
Il Club Deportivo Roquetas è una società calcistica con sede a Roquetas de Mar (Almería), in Andalusia, in Spagna.
Gioca nella Segunda División B, la terza serie del campionato spagnolo.
Per due stagioni, dal 1995 al 1997, ha funto da squadra filiale dell'Almería.

## Tornei nazionali
- 1ª División: 0 stagioni
- 2ª División: 0 stagioni
- 2ª División B: 2 stagioni
- 3ª División: 20 stagioni

## Stagioni
| Stagione    | Categoria | Posizione |
| ----------- | --------- | --------- |
| 1984/85     | 3ª        | 12°       |
| 1985/86     | 3ª        | 6°        |
| 1986/87     | 3ª        | 11°       |
| 1987/88     | 3ª        | 19°       |
| dal 1988-89 | Regionali | —         |
| al 1991-92  | Regionali | —         |
| 1992/93     | 3ª        | 6°        |
| 1993/94     | 3ª        | 14°       |
| 1994/95     | 3ª        | 10°       |
| 1995/96     | 3ª        | 9°        |
| 1996/97     | 3ª        | 14°       |
| 1997/98     | 3ª        | 15°       |
| 1998/99     | 3ª        | 15°       |

| Stagione | Categoria | Posizione |
| -------- | --------- | --------- |
| 1999/00  | 3ª        | 9°        |
| 2000/01  | 3ª        | 8°        |
| 2001/02  | 3ª        | 11°       |
| 2002/03  | 3ª        | 11°       |
| 2003/04  | 3ª        | 11°       |
| 2004/05  | 3ª        | 3°        |
| 2005/06  | 3ª        | 6°        |
| 2006/07  | 3ª        | 2°        |
| 2007/08  | 3ª        | 1°        |
| 2008/09  | 2ªB       | 12°       |
| 2009/10  | 2ªB       | 16°       |
| 2010/11  | 2ªB       | 7°        |
| 2011/12  | 2ªB       | —         |